# Gelasma versicauda
Gelasma versicauda är en fjärilsart som beskrevs av Louis Beethoven Prout 1920. Gelasma versicauda ingår i släktet Gelasma och familjen mätare. Inga underarter finns listade i Catalogue of Life.